# Benjamin (autor chino)

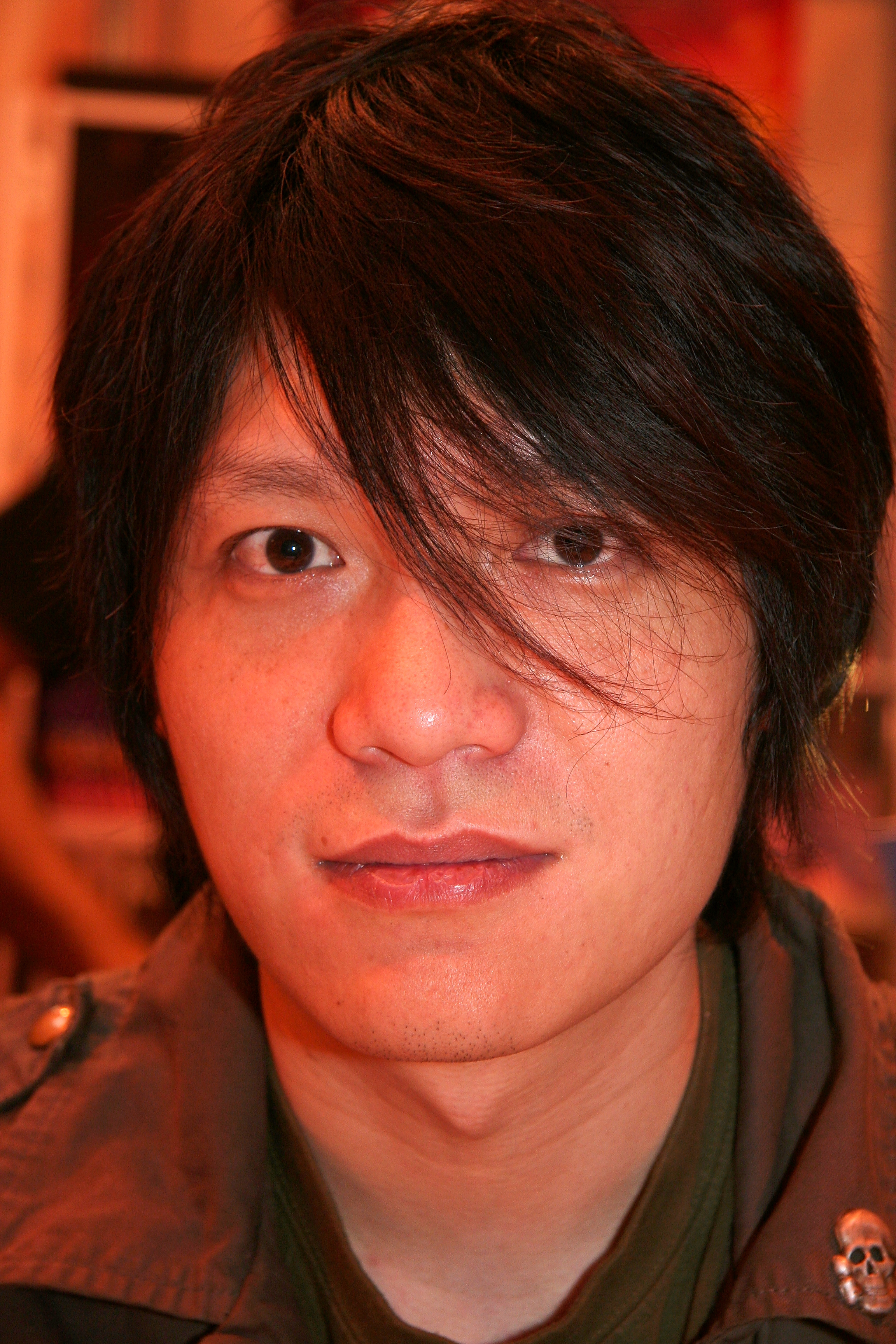

Zhang Lin (16 de mayo de 1974) es un autor de cómic chinos "manhua" y novelas en chino. Nacido en la provincia de Heilongjiang, estudió diseño de moda y en junio de 1996 partió a Pekín para dedicarse al cómic. Tras perseverar, ha ido publicando su obra y ha obtenido un cierto éxito en su país. Una peculiaridad es que trabaja exclusivamente con ordenador.

## Obra
Cómic
- Flores desconocidas en verano, 2000 (sólo en China)
- One Day (Yi Tian), 2002
- Remember (Ji De), 2004
- Orange
- The Savior (Jiu Shi Zhu)
- Where are we going (Women qu naer?)

Novela
- El sótano (Di Xia Shi), 2005

Otros
- Técnica de cómic por ordenador, 2002 (sólo en China)